# Hipòlit d'Este
Hipòlit d'Este (Ferrara, Ducat de Ferrara 1479 - Ferrara, 3 de setembre de 1520) membre de la Dinastia Este, fou un príncep dels Ducats de Ferrara i Màntua que va esdevenir cardenal de l'Església Catòlica.

## Orígens familiars
Va néixer el 20 de març de 1479 a la ciutat de Ferrara sent el cinquè fill del duc Hèrcules I d'Este i Elionor de Nàpols. Fou net per línia paterna de Nicolau III d'Este i Riccarda de Saluzzo, i per línia materna de Ferran I de Nàpols i Isabel de Chiaramonte.
Fou germà petit d'Alfons I d'Este; Isabel d'Este, casada amb Ferran II Gonzaga; i Beatriu d'Este, casada aquesta última amb Lluís Maria Sforza.

## Carrera eclesiàstica
De ben jove fou encaminat a la vida religiosa, i el 1485 ja havia estat nomenat abat. Gràcies a la intervenció de la seva tieta Beatriu d'Aragó, casada en aquells moments amb Maties Corví, fou nomenat arquebisbe d'Esztergom a Hongria, tot i que el seu nomenament no fou realitzat pel papa Innocenci VIII fins al 1497, moment en el qual comptà amb divuit anys.
A la mort de Maties Corví viatjà freqüentment a la península Itàlica, sent nomenat el 20 de setembre de 1493 cardenal de l'Església Catòlica pel papa Alexandre VI. Tres anys després retornà a Itàlia per escapar de la plaga que assolà el Regne d'Hongria i fou nomenat el 1497 arquebisbe de Milà. Fou un dels membres més rics de la cúria romana i el seu poder incrementà enormement quan el seu germà Alfons I d'Este el nomenà arxipreste de la Basílica de Sant Pere del Vaticà. Va romandre a Roma fins al 15 de febrer de 1503, moment en el qual l'abandonà per ser nomenat bisbe de Ferrara per part de Pius III. Enemistat amb Juli II decidí renuncià al seu càrrec i el 1509 va aconseguir recuperar el territori de Polesine per al Ducat de Ferrara, territori que havia estat conquerit per la República de Venècia el 1484.
El 27 de juliol del mateix any fou cridat pel papa a Roma, però tement per la seva vida fugí a Hongria. El 16 de maig de 1511 fou un dels signataris del cismàtic Concili de Pisa, si bé posteriorment el seu germà Alfons I el va convèncer per abandonar les idees sorgides d'aquest Cisma i aconseguí el permís papal per retornar a Ferrara. El 1513 retornà novament a Hongria però amb l'elecció de Lleó X com nou pontífex retornà a la seva ciutat natal, aconseguint finalment el perdó papal pel seu comportament cismàtic el 22 d'abril de 1514.
El 1519 abandonà l'arquebisbat de Milà, que cedí al seu nebot Hipòlit II d'Este. Fou un famós mecenes de les arts, protegint entre d'altres el poeta Ludovico Ariosto i l'arquitecte Biagio Rossetti.
Va morir el 3 de setembre de 1520 a la ciutat de Ferrara durant el seu últim retorn a Itàlia, per una indigestió de llagostes, sent enterrat a la catedral d'aquesta ciutat.